# Yen militaire japonais

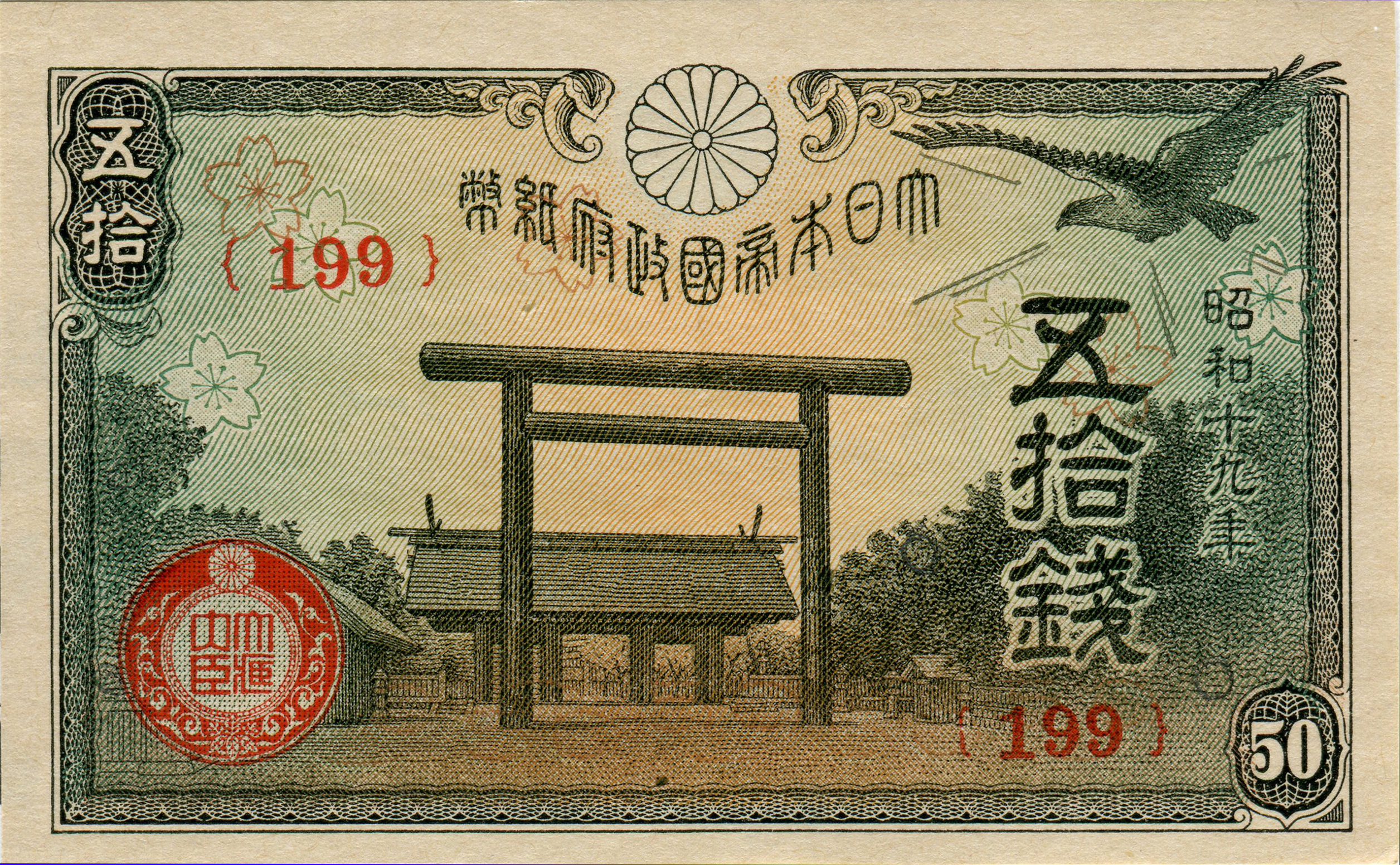
Recto d'un billet de 50 sen de 1942 émis pour les Philippines occupées.

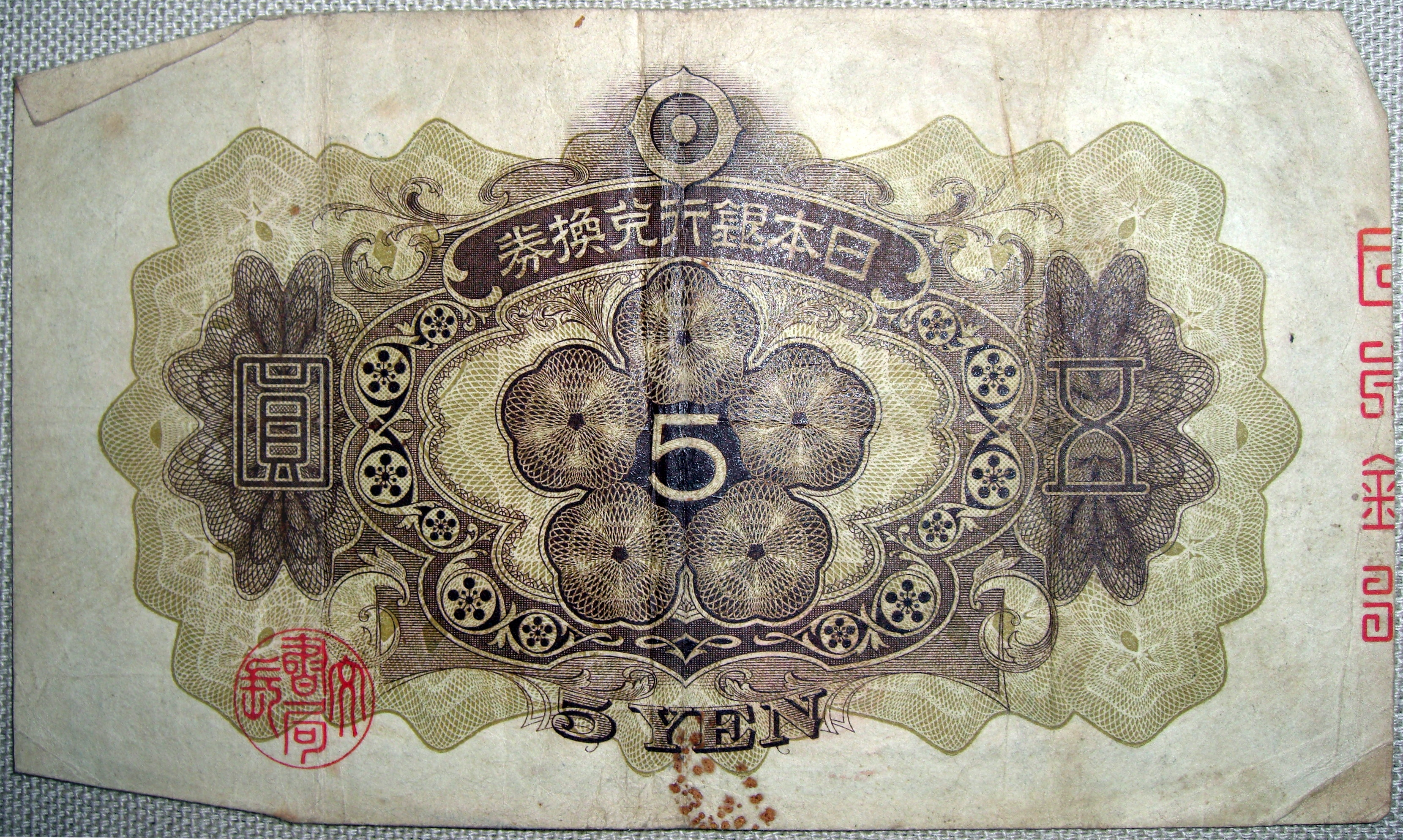
Verso du même billet.

Le yen militaire japonais (en chinois et japonais : 日本軍用手票 ou simplifié 日本軍票) est une monnaie spécifique utilisée par l'empire du Japon pour payer ses soldats de l'armée impériale japonaise et la marine impériale japonaise. 
Véritable monnaie d'invasion à partir de 1937, il est déclaré sans valeur après août 1945 unilatéralement par le Japon.
Le yen militaire japonais a été utilisé par le Japon pour la première fois entre 1894 et 1918, durant la première guerre sino-japonaise, puis la guerre russo-japonaise, et durant l'intervention en Sibérie.
L'utilisation de cette monnaie atteint son maximum durant la guerre du Pacifique lorsque le gouvernement japonais l'utilisa sans limite dans tous ses territoires occupés. Durant la Seconde Guerre mondiale, le yen militaire est aussi imposé aux populations locales soumises à l'autorité d'invasion, en tant que monnaie officielle. Cependant, puisque cette monnaie était exclusivement fiduciaire, et n'était ni rattachée à un lieu exclusif d'émission, ni garantie sur l'or, le yen militaire ne pouvait pas être échangé contre le yen japonais. L'idée de forcer les populations des territoires occupés à utiliser le yen militaire était une stratégie du Japon pour dominer les économies placées sous la juridiction impériale.

## Caractéristiques du yen militaire japonais
Les séries initiales du yen militaire étaient des répliques du yen japonais standard avec de petites modifications. En général, des lignes rouges étaient sur-imprimées pour cacher le terme « Banque du Japon » (日本銀行) ou tout texte promettant de payer le porteur en or ou en argent. De grandes phrases rouges indiquaient que le billet était de la monnaie militaire (軍用手票) pour ne pas le confondre avec un billet de yen habituel.
Les séries ultérieures sont ensuite plus subtiles, les modifications étant faites sur les plaques d'impression.
Au début des années 1940, le gouvernement japonais émet des yen spéciaux pour l'usage militaire. Ils n'étaient pas basés sur la conception du yen japonais classique et présentaient des images diverses telles des paons et des dragons. Toutes les séries ultérieures affichaient cette phrase sur le verso :
此票一到即換正面所開日本通貨. 如有偽造、變造、仿造、或知情行使者均應重罰不貸.
Ce billet est échangeable contre de la monnaie japonaise sur présentation. Des sanctions sévères seront appliquées aux personnes qui contreferont ou utiliseront sciemment des faux billets.
Les premiers billets émis n'avaient pas de numéro de série et étaient imprimés sans considération de l'inflation. Les séries ultérieures affichent des numéros de série. Vers la fin de la guerre, comme de plus en plus d'argent était nécessaire pour payer le personnel militaire, les billets furent de nouveau émis sans numéros de série.

## Introduction du yen militaire à Hong Kong
Après la reddition du gouvernement britannique de Hong Kong le 25 décembre 1941, les autorités japonaises décrétèrent le lendemain que le yen militaire était devenu la seule monnaie légale. Elles interdirent le dollar de Hong Kong et fixèrent une date limite pour échanger les dollars en yens.
Après la première introduction du yen militaire le 26 décembre 1941, le taux d'échange entre le dollar de Hong Kong dollar et la nouvelle monnaie était de 2 contre 1. Cependant, en octobre 1942, le taux changea en 4 contre 1.
Après avoir échangé les dollars, l'armée japonaise acheta du matériel et des biens stratégiques dans la colonie portugaise voisine et neutre de Macao.
Lorsque le Japon devint plus étranglé financièrement vers 1944, l'armée japonaise émit encore plus de yen militaire à Hong Kong, provoquant une hyperinflation.

## Le yen militaire après la guerre
Après l'annonce par le Japon de sa reddition sans condition le 15 août 1945, les billets exprimés en yen militaire furent saisis par les autorités militaires britanniques. Cependant, bien qu'il y avait environ 1,9 milliard de yens en circulation, les autorités japonaises en avaient intentionnellement détruit plus de 700 millions.
Le 6 septembre 1945, le ministère japonais du Trésor annonça que tous les yen militaires étaient maintenant sans valeur. En une nuit, le yen militaire ne devint rien de plus que des morceaux de papiers inutiles entre les mains des habitants de Hong Kong et des autres territoires occupés.

## Développements ultérieurs
Le 13 août 1993, une association de citoyens de Hong Kong cherchant à être remboursée d'un stock de yens militaires, attaque en justice le Japon pour la perte subie lorsque le yen militaire fut démonétisé sans contrepartie. Le tribunal du district de Tokyo déboute le plaignant le 17 juin 1999, en déclarant que bien qu'il reconnaisse la souffrance des habitants de Hong Kong, le gouvernement japonais n'a aucune loi spécifique concernant les compensations de yens militaires. Le Japon utilise également le traité de San Francisco, dont le Royaume-Uni est un signataire, comme l'une des raisons de refuser une compensation. De telles demandes remontent aux années 1980, et se poursuivent dans les années 2010, sans donner de résultat autre que le refus des autorités japonaises.